# Frullania polysticta
Espèce
Statut de conservation UICN

 VU  : Vulnérable
Frullania polysticta est une espèce de plantes de la famille des Frullaniaceae.

## Publication originale
- Synopsis Hepaticarum 440. 1845.